# Unterseeboot U-123 (1918)
Pour les autres navires du même nom, voir Unterseeboot 123.
L'Unterseeboot U-123 est l’un des 329 sous-marins servant dans la Kaiserliche Marine pendant la Première Guerre mondiale. L'U-123 a été engagé dans la guerre navale et a pris part à la première bataille de l'Atlantique.
L'U-123 s’est rendu aux Alliés à Harwich le 22 novembre 1918, conformément aux exigences de l’armistice avec l’Allemagne. Initialement destiné à des expériences, il fut désarmé à Portsmouth jusqu’à ce qu’il soit remorqué au milieu de la Manche et sabordé le 28 juin 1921.

## Conception
Les sous-marins de type UE II ont été précédés par les sous-marins de type UE I, plus courts. L'U-123 avait un déplacement de 1163 tonnes en surface et de 1468 tonnes en immersion. Le navire avait une longueur hors tout de 82 m, un maître-bau de 7,42 m, un tirant d'air de 10,16 m et un tirant d'eau de 4,22 m. Le sous-marin était propulsé par deux moteurs de 2400 ch (1800 kW) en surface et deux moteurs de 1235 ch (908 kW) en immersion. Il avait deux arbres d'hélice et deux hélices de 1,61 m de diamètre. Il était capable d’opérer à des profondeurs allant jusqu’à 75 m.
La vitesse maximale du sous-marin était de 14,7 nœuds (27,2 km/h) en surface et de 7 nœuds (13 km/h) en immersion. Il pouvait parcourir 11470 milles marins (21240 km) à 8 nœuds (15 km/h) en surface et 35 milles marins (65 km) à 4,5 nœuds (8,3 km/h) en immersion. L'U-123 était armé de quatre tubes lance-torpilles de 50 centimètres installés à l’avant avec douze torpilles, deux goulottes pour mines de 100 centimètres installées à l’arrière avec quarante-deux mines, et deux canons de pont de 15 cm SK L/45 avec 600 obus. Il avait un équipage de quarante hommes, trente-six matelots et quatre officiers.

## Commandants
- Oberleutnant zur See der Reserve Karl Thouret[4] : du 20 juillet au 11 novembre 1918